# 올리비아-마이 바렛
올리비아-마이 바렛(Olivia-Mai Barrett, 1996년 5월 10일 ~ )은 영국인이자 가수이다.

## 영화
- 지지 (2008)
- 학교 포 스타 (2012)
- 알렉스앤컴퍼니 (2017)
- M.A.R.S.의 페니 (2018–2020)
- 곧 사라지다: 윈드러시 크로니클 (2019)
- 아빠의 크리스마스 데이트 (2020)
- 반란군 응원단 (2022)
- 지구에 떨어진 남자 (2022)